# Judith Anderson
Judith Anderson, AC, DBE (właśc. Frances Margaret Anderson; ur. 10 lutego 1897 w Adelaide, zm. 3 stycznia 1992 w Santa Barbara) – australijska aktorka filmowa, teatralna i telewizyjna. Laureatka dwóch nagród Emmy i Tony Award. Nominowana była również do nagrody Grammy oraz Oscara za drugoplanową rolę w filmie Rebeka (1940).

## Wybrana filmografia
- 1940: Rebeka jako pani Danvers
- 1941: Poprzez noc jako Madame
- 1943: Stage Door Canteen jako Judith Anderson
- 1944: Laura jako pani Ann Treadwell
- 1946: Dziwna miłość Marthy Ivers jako pani Ivers
- 1956: Dziesięcioro przykazań jako Memnet
- 1958: Kotka na gorącym blaszanym dachu jako Ida „Big Mama” Pollitt
- 1970: Człowiek zwany Koniem jako  „Głowa Bizona”
- 1984: Star Trek III: W poszukiwaniu Spocka jako Wysoka Kapłanka Vulcan
- 1984–1987: Santa Barbara jako Minx Lockridge